# F6F Hellcat
Avionul de vânătoare american Grumman F6F Hellcat a fost dezvoltat pentru a acționa de pe portavioane, înlocuind din serviciu modelul precedent F4F Wildcat din Marina Militară a SUA (U.S.Navy). Cu toate că F6F seamănă cu Wildcat, avea un design complet nou, având un motor Pratt & Whitney R-2800 care dezvolta o putere de 2,000 CP. Unii o etichetau ca "Fratele mare al lui Wildcat".  Hellcat și F4U Corsair al companiei Vought erau principalele avioane al U.S.Navy în a doua jumătate a celui de al Doilea Război Mondial.
Hellcat a fost primul avion de vânătoare al U.S.Navy proiectat pe baza experienței acumulate din luptele cu japonezii A6M Zero.  Tipul Hellcat în timpul celui de al Doilea Război Mondial a fost creditat cu distrugerea a 5.271 avioane inamice   în serviciul U.S. Navy și U.S. Marine Corps (5,163 pe teatrul de război din Pacific și alte 8 avioane doborâte în sudul Franței, plus alte 52 de avioane doborâte în serviciul britanicilor Royal Navy Fleet Air Arm), care este o cifră mai mare decât în cazul oricărui alt tip de avion al aliaților. După război modelul Hellcat a fost retras din serviciul din prima linie, dar a rămas în serviciu până la sfârșitul anului 1954 ca avion de vânătoare de noapte.

## Proiectare și dezvoltare
Grumman lucra la avionul succesor al F4F Wildcat cu mult înaintea atacului japonez de la  Pearl Harbor. Cu toate că F4F era un avion de vânătoare capabil, primele lupte aeriene cu japonezii au relevat că avionul de vânătoare japonez A6M Zero era mult mai manevrabil și avea ascensiune mai bună ca F4F. F4F avea câteva avantaje față de Zero. Wildcat-urile erau capabile să suporte mult mai multe distrugeri decât avionul Zero și aveau armament mai bun. 
F4F era de asemenea mult mai rapid în picaj decât Zero, un avantaj de care piloții Wildcat-urilor de foloseau adesea pentru a evita Zero-urile care îi atacau. F6F Hellcat a fost proiectat pentru a îmbunătăți aspectele favorabile ale lui F4F având viteză maximă și rază de acțiune mult mai mare, care le permitea să surclaseze Zero-urile.
Contractul pentru prototipul XF6F-1 a fost semnat în 30 iunie 1941 și a fost proiectat să folosească motorul Wright R-2600 Cyclone de 1.700 CP (1.268 kW) care acționa o elice Curtiss Electric  cu trei palete. 
Cu toate acestea, în baza experienței de luptă dintre avioanele F4F Wildcat și A6M Zero, Grumman a decis să mărească suplimentar performanțele avionului de vânătoare. Grumman a reproiectat și a întărit structura avionului F6F pentru a încorpora motorul Pratt & Whitney R-2800 Double Wasp de 2.000 CP (1.500 kW), estimând că performanțele avionului vor crește cu aproximativ  25%.
Armamentul standard pe avionul F6F-3 erau șase mitraliere răcite cu aer M2/AN Browning de 50  țoli (12,7 mm) cu 400 rpg; mai târziu avionul a fost dotat cu trei puncte întărite pentru a putea purta surplusul de bombe de 2.000 lb (900 kg). Punctul întărit din centru putea de asemenea să suporte un rezervor suplimentar de 150 galoane (568 l).  Putea purta șase rachete de mare viteză HVARs (High Velocity Aircraft Rocket) de 5 țoli (127 mm) ; trei sub fiecare aripă.
S-a montat un parbriz rezistent la gloanțe și un blindaj de 212 lb (96 kg) pentru carlingă. Cu blindaj în jurul rezervorului de combustibil și al radiatorului de ulei  rezervorul autosigilant reducea și mai mult probabilitatea izbucnirii unui incendiu și deseori permitea avionului deteriorat să se întoarcă acasă. Până în aprilie 1944 s-au fost construit în total un număr de 4.402 avioane F6F, când s-a trecut la fabricarea lui F6F-5.

## Hellcat în acțiune
Hellcat a fost văzut în acțiune prima dată la 1 septembrie 1943 împotriva japonezilor, când un Hellcat de pe portavionul USS Independence⁠(en)[traduceți] a doborât un hidroavion de tipul Kawanishi H8K "Emily". Imediat după aceea în 23 și 24 noiembrie Hellcat-urile au intrat în luptă cu avioane japoneze deasupra atolului Tarawa, doborând 30 de Mitsubishi Zero cu pierderea unui singur F6F Hellcat.  
La 11 noiembrie 1943 deasupra Rabaul, Hellcat-urile și and Corsair au intrat în luptă care a durat toată ziua cu avioane japoneze de diferite tipuri,incluzând A6M Zero, doborând 50 de aparate japoneze.

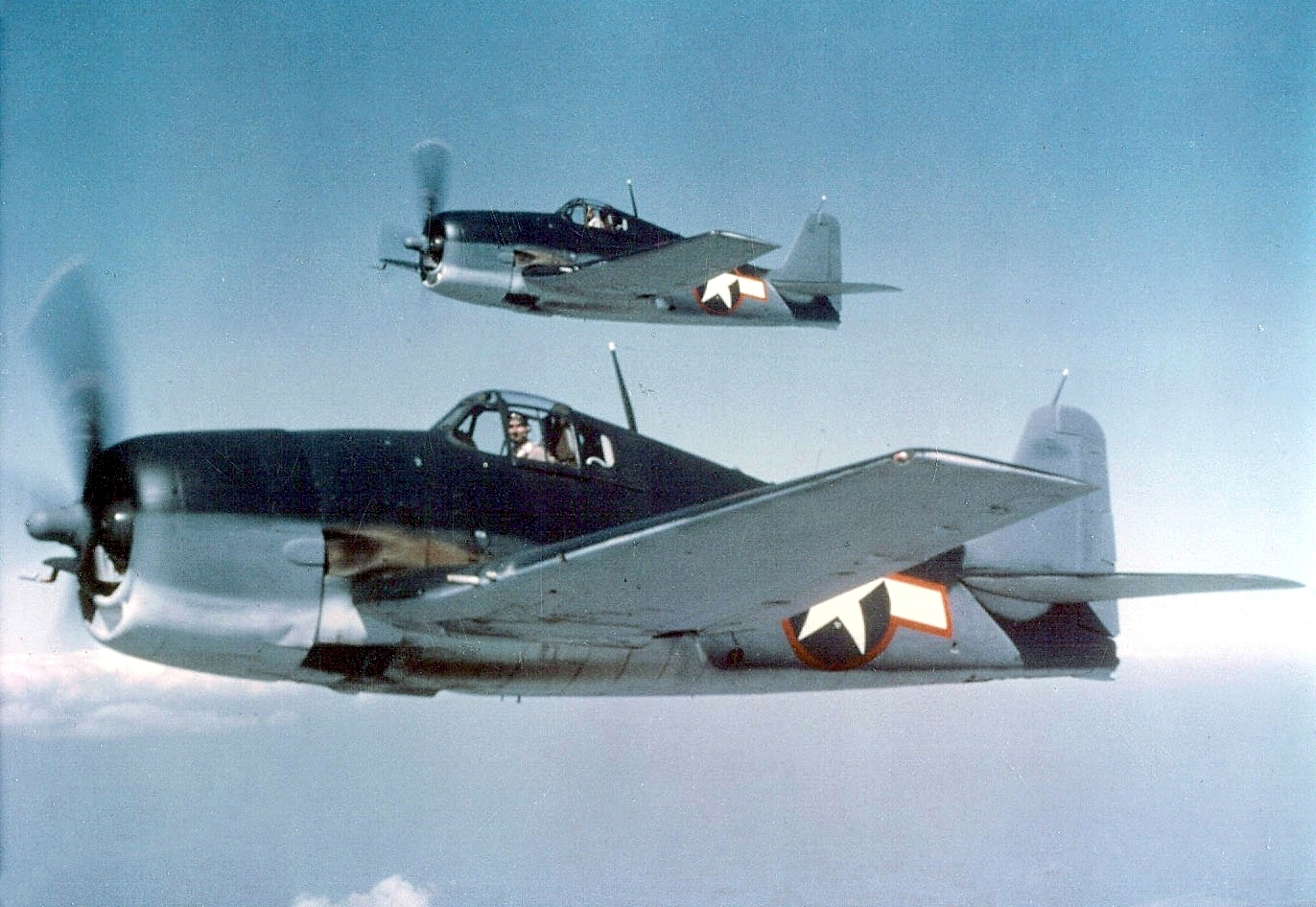
Grumman F6F-3 Hellcats cu camuflaj tricolor, marginea roşie a simbolului aviaţiei SUA indică faptul că fotografia a fost făcută aproximativ în iunie-septembrie 1943
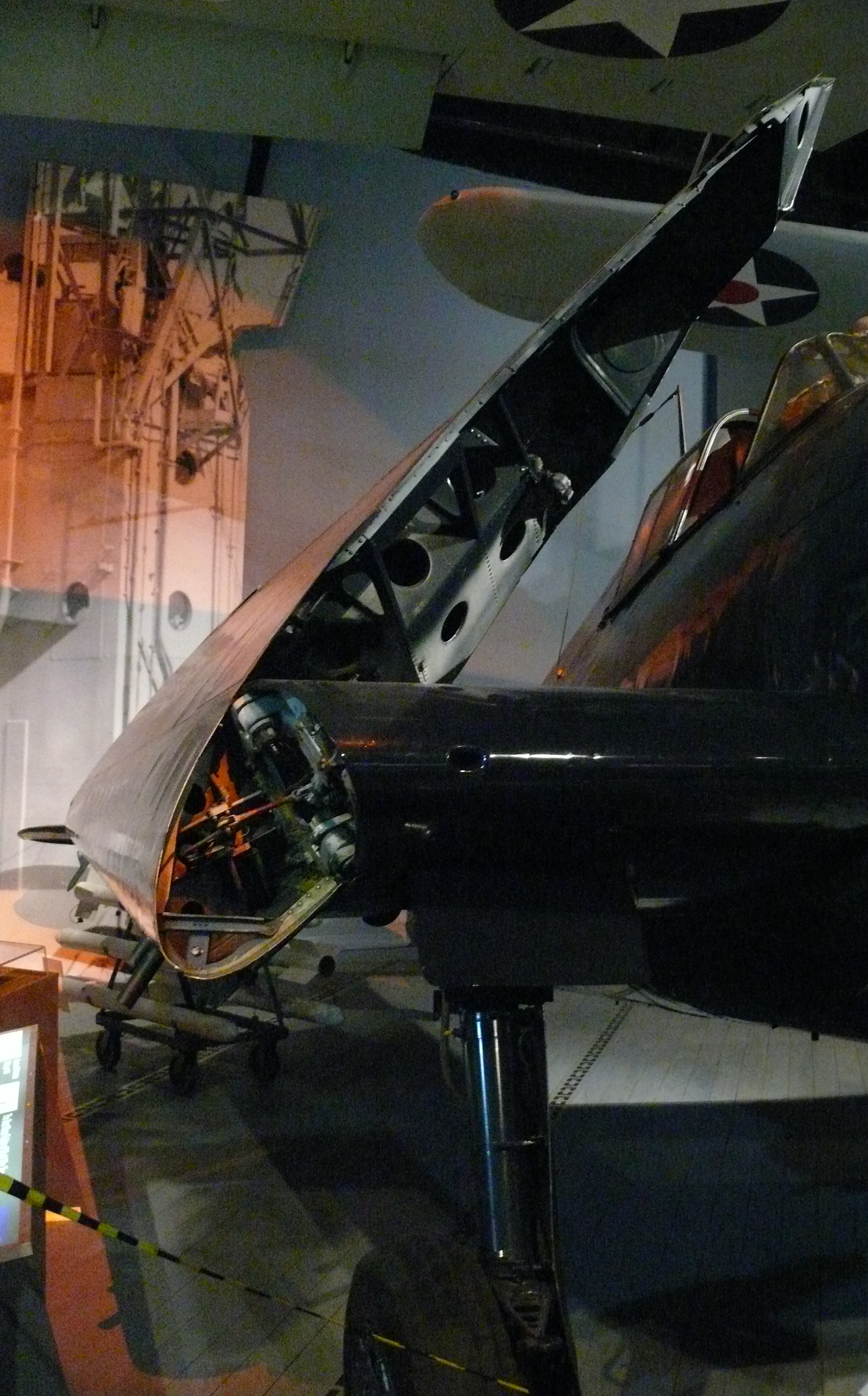
Aripă ridicată la un F6F - Muzeul de Aviație
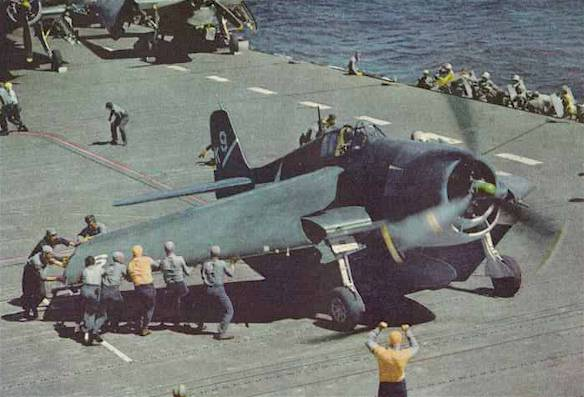
Grumman F6F-3 Hellcat pe puntea portavionului USS Yorktown (CV-10) înainte de decolare, având aripile extinse
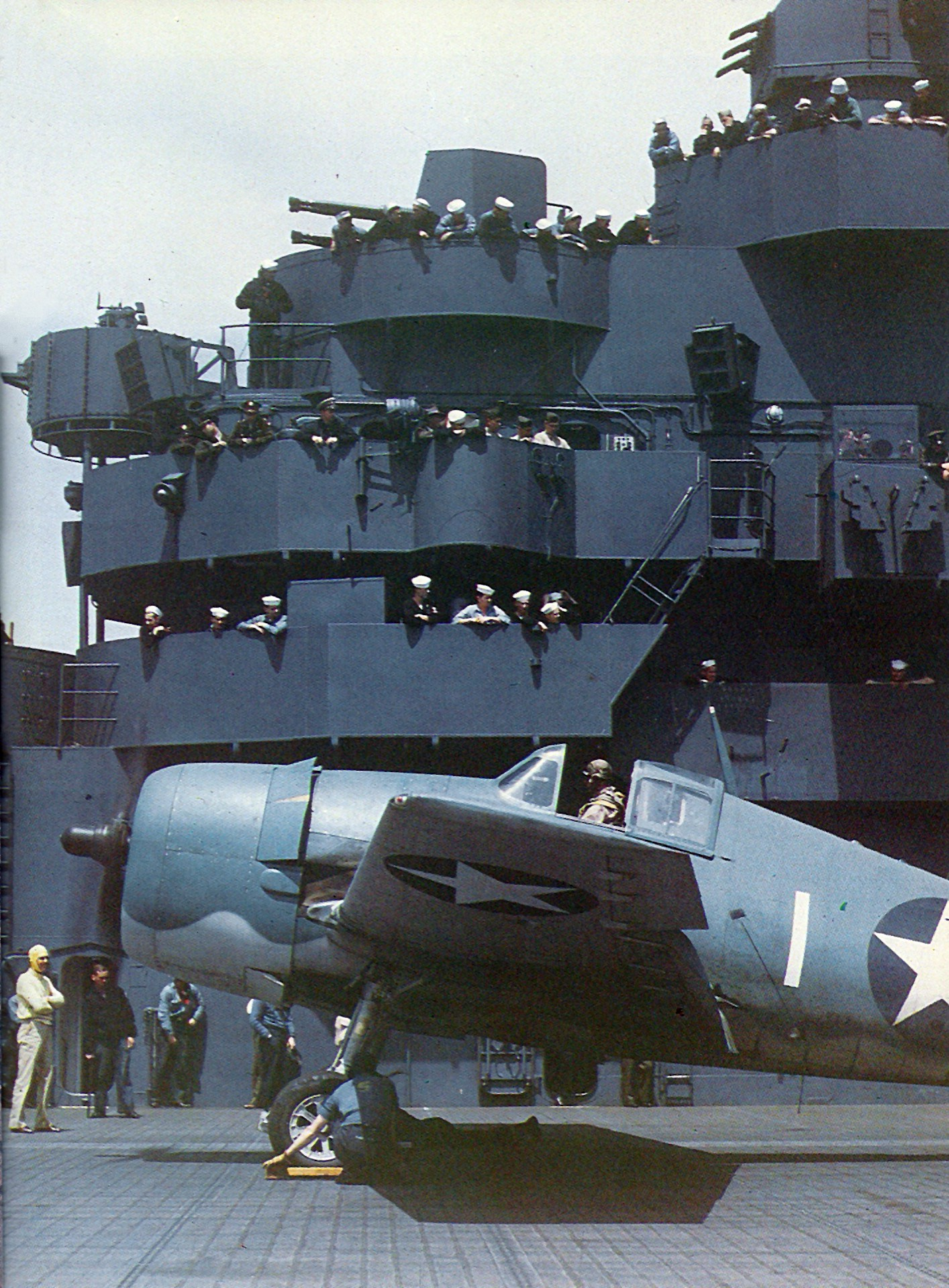
Grumman F6F-3 Hellcat pe portavionul USS Yorktown (CV-10), mai 1943
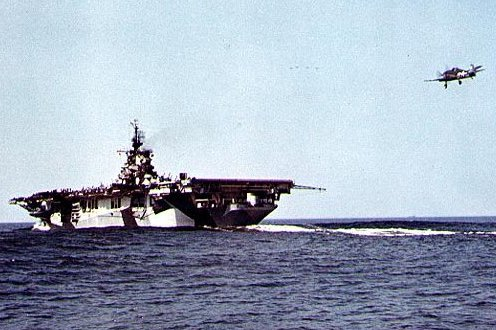
Hellcat aterizând pe portavionul USS Hancock (CV-19) în timpul celui de al Doilea Război Mondial

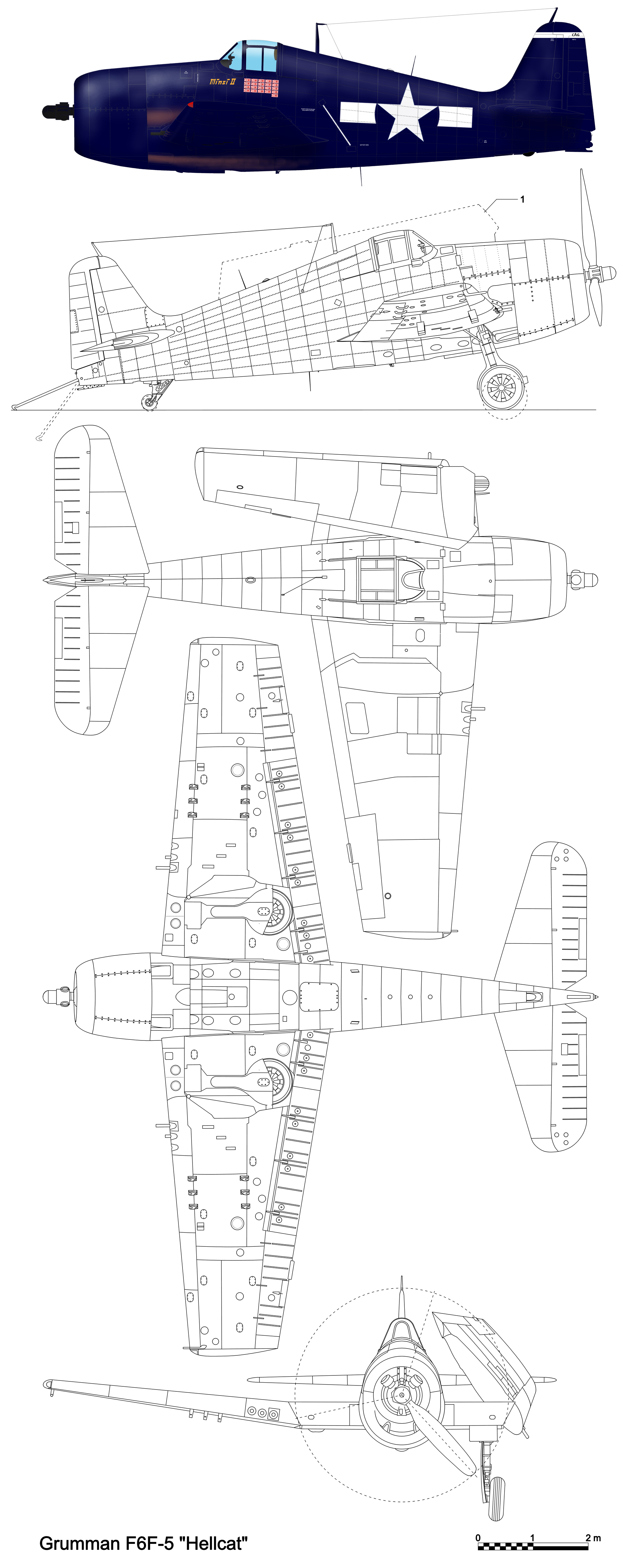
Desen Grumman F6F-5

## Caracteristici tehnice
- Echipaj: 1
- Lungime: 10,24 m
- Anvergură: 13,06 m
- Greutate gol: 4190 kg
- Greutate maximă de decolare: 6990 kg
- Capacitate rezervor: 969 l

### Performanțe
- Viteză maximă: 610 km/h
- Autonomie: 1520 km

### Armament
- 6 x mitraliere M2 Browning cal .50 sau 2 x 20 mm tunuri și 4 x mitraliere M2 Browning
- 6 x rachete de 127 mm tip HVAR sau 2 x rachete de 298 mm Tiny Tim
- Bombe sub fuselaj: 1 x 910 kg sau 1 x torpilă tip MK 13-3
- Bombe sub aripi: 2 x 450 kg sau 4 x 227 kg sau 8 x 110kg